# تاتيانا الكسندر
تاتيانا الكسندر (بالألمانية: Tatjana Alexander)‏ هي ممثلة نمساوية وألمانية، ولدت في 1969 بملبورن في أستراليا.

## وصلات خارجية
- تاتيانا الكسندر على موقع IMDb (الإنجليزية)
- تاتيانا الكسندر على موقع ألو سيني (الفرنسية)
- تاتيانا الكسندر على موقع أول موفي (الإنجليزية)
- تاتيانا الكسندر على موقع قاعدة بيانات الفيلم (الإنجليزية)
- تاتيانا الكسندر على موقع كينوبويسك (الروسية)